# Tilman Büttner
Tilman Büttner (* 22. Januar 1964) ist ein deutscher Kameramann.
Nach dem Abschluss seiner Ausbildung als Kameramann an der Hochschule für Film- und Fernsehen „Konrad Wolf“ in Potsdam im Jahr 1988 konzentrierte er sich zunächst auf die Arbeit als Steadicam-Operator und nahm diese Funktion in Filmen wie Lola rennt, Absolute Giganten oder in István Szabós Ten Minutes After wahr.
Für den Film Russian Ark, der mit ihm an der Steadicam als One-Cut-Video gedreht wurde, erhielt er 2003 eine lobende Erwähnung des Deutschen Kamerapreises, den Málaga International Week of Fantastic Cinema (Best Cinematography) und war in der Kategorie Beste Kameraführung für den Europäischen Filmpreis nominiert.
In der siebenteiligen Serie Heimat in der Fremde war Büttner als Regisseur und Drehbuchautor aktiv.

## Filmografie
- 1989: Drei Flaschen Tokaja
- 1990: Tautropfen
- 1993: Vater Mutter Mörderkind
- 1994: Journey Without End
- 1995: Sexy Sadie
- 1997: Lola rennt
- 1999: Absolute Giganten
- 1999: Berlin Babylon
- 1999: Nick Knatterton
- 2000: Gripsholm
- 2000: Nestroi
- 2001: Tattoo
- 2001: Was tun, wenn’s brennt?
- 2002: Nackt
- 2002: Anatomie 2
- 2002: Russian Ark
- 2002: Soloalbum
- 2002: Ten Minutes After
- 2003: Beyond the sea
- 2003: Der Untergang
- 2003: Stauffenberg
- 2004: Die Bluthochzeit
- 2004: Gespenster
- 2004: NVA
- 2004: Hinter der Tür (Kurzfilm)
- 2005: Die Luftbrücke
- 2005: Kabale und Liebe
- 2005: Workingman´s Death
- 2006: Elementarteilchen
- 2006: Yella
- 2007: Warum Männer nicht zuhören und Frauen schlecht einparken